# BM-40A型原子炉
BM-40A型原子炉（BM-40A reactor）は、ソ連海軍の705K号計画型原子力潜水艦（NATO報告名アルファ型）に搭載された原子炉。
高濃縮ウラン235を燃料とする液体金属冷却炉で155メガワットの出力を発生させた。ギドロプレス設計局によって開発された。ギドロプレス設計局では、705号計画型のために、本型の他、645号計画型（NATO報告名ノヴェンバー型）に搭載された液体金属冷却炉VT-1型原子炉をもとにしたタイプと2つを設計したが、採用されたのは本型であった。本型を搭載した艦は705K号計画型と呼称され、6隻が建造されたが、1次冷却系の事故が多発し、運用成績はふるわなかった。